# 金融経済学者
金融経済学者（きんゆうけいざいがくしゃ、英: Financial economist）とは、金融商品の価格形成や投資家の投資行動、企業の財務調達や資本構成を分析研究する研究者であり、分野としては経済学に属する。金融経済学は更に2つの分野に大別することができ、金融商品の価格形成や投資家行動を取り扱う資産価格理論（英: asset pricing theory）、証券投資論（英: investment theory）と企業の財務に関わる事柄を取り扱うコーポレートファイナンス（英: corporate finance）がある。政府の金融政策を取り扱うマクロ経済学や銀行などの金融機関を分析する金融論とは別個の分野と見なされている。学際的な傾向が強い学問分野であり、マクロ経済学、会計学、経営学などの社会科学における既存の学問分野の他に、確率論の応用分野としての数理ファイナンス、物理学の手法を用いる経済物理学、心理学の知見を取り入れた行動ファイナンスなどの新興の学問分野とも密接に関連している。